# Paul Philibert-Charrin
Paul Philibert-Charrin, né Philibert-Paul-Eugène Charrin le 14 avril 1920 à Montmerle-sur-Saône dans l'Ain, et mort le 22 juin 2007 à Villiers-le-Bel dans le Val-d'Oise, est un peintre français utilisant des collages, mais également un caricaturiste, un décorateur de théâtre, un dessinateur et un sculpteur. Il est inhumé à Montmerle-sur-Saône.

## Biographie
Paul Philibert-Charrin commence sa vie active comme dessinateur humoristique. Ses dessins sont publiés à partir de 1939 notamment dans L'Os à Moelle, Le Rire ou Ric et Rac et après la Seconde Guerre mondiale dans Éclats de rire, Concorde ou La Liberté. Au retour de plus de trois années passées aux chantiers de jeunesse puis au S.T.O., il suit brièvement  les cours de l’École des beaux-arts de Lyon avant de se consacrer essentiellement à la peinture et aux arts plastiques dès 1946. Il fréquente alors des personnes emblématiques de la vie culturelle lyonnaise comme Marcel Grancher ou Frédéric Dard et participe bientôt au groupe éphémère des Sanzistes entre 1948 et 1950. Puis il part à Paris. Il expose par la suite à Paris, à Lyon ainsi qu'à l'international.

## Œuvres
Paul Philibert-Charrin est connu principalement pour ses collages abstraits et de dimensions modestes. Les critiques s'accordent à considérer qu'il parvient dans ses collages à un rendu de qualités plastiques égales à celles de la peinture, comme Jean-François Chabrun : « C'est un maître du hasard dirigé... Les matériaux employés (bouts de journaux, vieux papiers, etc.) le sont de telle sorte qu'ils retrouvent, grâce à lui, le moyen de traduire les valeurs de la vraie peinture. »
Ses œuvres sont visibles aux musées de Lyon (Musée des Beaux-Arts), de Paris (FNAC, Fonds de l'Etat, Fonds de la Ville).